# Čarodějka (film, 2024)
Čarodějka (v anglickém originále Wicked, též Wicked: Part I) je americký hudební fantasy film z roku 2024, který režíroval Jon M. Chu a napsaly Winnie Holzman a Dana Fox. Adaptuje první dějství stejnojmenného divadelního muzikálu Stephena Schwartze a Holzmanové z roku 2003, který volně vychází z románu Gregoryho Maguirea z roku 1995, jenž sám čerpá z knih o zemi Oz a filmu Čaroděj ze země Oz z roku 1939. Ve filmu se v hlavních rolích představili Cynthia Erivo jako Elphaba Throppová a Ariana Grande jako Galinda Uplandová, ve vedlejších rolích pak Jonathan Bailey, Ethan Slater, Bowen Yang, Marissa Bode, Peter Dinklage, Michelle Yeoh a Jeff Goldblum. Děj se odehrává v zemi Oz před příchodem Dorotky Galeové z Kansasu a sleduje Elphabu, budoucí Zlou čarodějnici Západu, a její přátelství se spolužačkou Galindou, z níž se stane Glinda Dobrá.
Společnost Universal Pictures a Marc Platt, kteří produkovali divadelní muzikál, oznámili vznik filmové adaptace v roce 2012. Po dlouhém vývoji a několika odkladech, částečně kvůli pandemii covidu-19, byl Chu najat jako režisér a Erivo a Grande byly obsazeny v roce 2021. Adaptace byla rozdělena na dvě části, aby se zabránilo krácení dějových bodů a rozšířily se cesty a vztahy postav. Hlavní natáčení začalo v Anglii v prosinci 2022, bylo přerušeno v červenci 2023 kvůli stávce SAG-AFTRA a pokračovalo a skončilo v lednu 2024. Rozpočet činil 150 milionů dolarů.
Premiéra filmu se uskutečnila 3. listopadu 2024 ve State Theatre v australském Sydney a 22. listopadu byl film uveden do kin ve Spojených státech. Získal pozitivní recenze, stal se popkulturním fenoménem, Americký filmový institut ho označil za jeden z nejlepších filmů roku 2024 a na National Board of Review získal cenu za nejlepší film. Mimo jiné získal deset nominací na 97. ročník udílení Oscarů (včetně ceny za nejlepší film) a získal cenu za nejlepší kostýmy a nejlepší výpravu. Celosvětově utržil 748,6 milionu dolarů, čímž se stal komerčně nejúspěšnějším filmem ze země Oz, nejúspěšnější adaptací muzikálu a pátým komerčně nejúspěšnějším filmem roku 2024. Oznámen byl sequel Čarodějka: Druhá část s datem uvedení do kin 21. listopadu 2025

## Děj
V zemi Oz se Glinda Dobrá přidává k obyvatelům Munchkinlandu, kteří oslavují smrt Zlé čarodějnice ze Západu, zabité „dívkou“. Dítě se jí zeptá, proč existuje zlo, a Glinda vypráví příběh čarodějnice: Elphaba Thropp se narodila se zelenou kůží a silnou magií jako nemanželské dítě. Už od narození byla odmítána. Na otázku, zda byly s čarodějnicí přítelkyně, Glinda odpoví, že se znaly ze školy.
Letmo se vracíme do minulosti, kdy Elphaba přijíždí se svou sestrou Nessarose na univerzitu Shiz. Po záchvatu magie si jí všimne děkanka Morribleová a nabídne jí soukromé hodiny, protože Elphaba sní o práci pro Čaroděje ze země Oz. Je nucena sdílet pokoj s rozvernou Galindou Uplandovou, se kterou si okamžitě nesednou. Později Elphaba sleduje profesora Dillamonda, mluvícího kozla, který je kvůli své zvířecí podstatě diskriminován. Dillamond varuje, že zvířata ztrácejí schopnost mluvit, ale Elphaba stále věří, že Čaroděj vše napraví.
Do školy přichází rebelující student Fiyero, který pořádá večírek v klubu Ozdust. Galinda přiměje Munchkina Boqa, aby pozval Nessarose, čímž si uvolní místo u Fiyera. Galinda Elphabě žertem daruje špičatý klobouk, za což je Elphaba na večírku zesměšňována. Galindu to ale mrzí a zatančí si s ní. Později se z nich stanou přítelkyně.
Dillamond je odvolán z výuky a nahrazen profesorem Nikidikem, který předvede klec se lvíčkem jako způsob, jak zvířata zbavit řeči. Elphaba pomocí magie všechny uspí a s Fiyerem zvíře osvobodí. Zamiluje se do něj, ale ví, že miluje Galindu.
Elphaba dostane pozvání od Čaroděje, kterého její magie zaujala. Společně s Galindou (nyní Glindou) cestují do Smaragdového města. Čaroděj se ukáže jako obyčejný muž a požádá ji, aby vyzkoušela kouzlo z posvátné knihy. Kouzlo způsobí, že opičí stráže dostanou křídla a trpí. Když slyší, že Čaroděj a Morrible chtějí opice použít jako špehy, uvědomí si Elphaba pravdu a s knihou uteče.
Glinda ji sleduje a snaží se s ní usmířit, ale Elphaba to odmítá. Obě se loučí, Glinda je zatčena a Elphaba na koštěti odlétá. Morrible zahájí propagandu, zatímco Fiyero opouští školu. Guvernér Thropp dostává infarkt, když se dozví, co se stalo. Elphaba odlétá na západ – a Glinda zůstává.